# 630-е годы до н. э.
630-е (шестьсо́т тридца́тые) го́ды до на́шей э́ры по пролептическому юлианскому календарю — промежуток времени с 1 января 639 года до н. э. по 31 декабря 630 года до н. э., включающий с 639 по 631 годы 7-го десятилетия  и 630 год 8-го десятилетия VII века 1-го тысячелетия до н. э. Им предшествовали 640-е годы до н. э., за ними следовали 620-е годы до н. э. Они закончились 2655 лет назад.

## Важнейшие события
- 631 до н. э. — Граждане Феры по указанию Дельфийского оракула основали колонию Кирена в Северной Африке. Ойкист Кирены Аристотель принял имя Батт.
- Ок. 638 до н. э. — Колей, мореплаватель с Самоса, проплыл через Столпы Геракла и установил связь с Тартессом. По преданию, Колей получил прибыль до 60 талантов.
- Ок. 638 до н. э. — Подчинение ассирийцами племён Северной Аравии.

- 639 до н. э. — 21-й год по эре правления луского князя Си-гуна[1].
- Весной ди вторглись в Вэй[2].
- Весной сунский Сян-гун отправился в Лушан (местность в Сун), чтобы заключить союз с князьями, и пригласил чусцев. Договор в Лушане заключили послы Сун, Ци и Чу[3]. Му-и отговаривал сунского гуна от борьбы за гегемонию[4].
- Летом была большая засуха[5].
- Осенью князья собрались в Юй (прибыли правители Сун, Чу, Чэнь, Цай, Чжэн, Сюй и Цао). Чуский царь, оскорблённый приглашением, схватил сунского Сян-гуна[6].
- Зимой луский князь воевал с Чжу[7].
- Зимой чусцы отправили посла И-шэня для передачи части добычи из Сун лускому гуну[8].
- Зимой князья встретились в Бо, чтобы освободить сунского гуна. В 12 луне, в день гуй-чоу был заключён договор (в «Чуньцю» нет точного списка участников, но известно, что присутствовал луский князь). Чуский царь отпустил сунского гуна[9].
- Когда Чжэн напало на Хуа, чжоуский Сян-ван послал Ю-суня и Бо-фу просить за Хуа, но чжэнский Вэнь-гун был обижен на то, что Хуэй-ван не вознаградил некогда за помощь Ли-гуна, а Сян-ван помогал Вэй и Хуа, и чжэнцы арестовали послов вана[10].
- Ван разгневался и решил послать племена ди против Чжэн, сановник Фу-чэнь увещевал его (его речь приведена в эпизоде 15 «Го юй»), но безуспешно[11].
- Спутники Чун-эра Чжао Шуай и Цзю-фань стали строить планы отъезда. Циская жена княжича советовала ему уехать (эпизод 108 «Го юй»), а затем напоила его, положила на повозку и отправила в путь[12]. Чун-эр разозлился на Цзы-фаня, но тот погасил его гнев (эпизод 109 «Го юй»)[13]. Когда он проезжал Вэй, ему в столице не оказали почестей, за что сановник Нин Чжуан-цзы упрекал князя (эпизод 110 «Го юй»)[14]. В Цао князь Гун-гун не оказал почестей Чун-эру, хотя и подсматривал за ним (эпизод 111 «Го юй»), но Си Фу-цзи лично позаботился о нём и послал пищу и яшму[15] (в гл.35 под 637 годом).